# ناتاليا شيليخوفا
ناتاليا أليكسيفنا شيليخوفا (الروسية: Шелихова, Наталья Алексеевна) (وبالروسية: Ната́лья Алексе́евна Ше́лихова؛ من مواليد عام 1762 - والمُتوفاة في عام 1810) هي سيدة أعمال روسية وزوجة جريجوري شيليخوفا، مؤسِّس شركة أمريكا الروسية. كانت ناتاليا واحدة من مؤسسي الشركة الروسية الأمريكية، وقد أُشير إليها كواحدة من أوائل رائدات الأعمال الناجحات في روسيا.

## سيرتها الذاتية
كانت ناتاليا أليكسيفنا كوزيفينا ابنة عشيرة بارزة في مجال الملاحة وصناعة الخرائط في أوخوتسك.تلقت ناتاليا القليل من التعليم خلال طفولتها. تزوجت ناتاليا أليكسيفنا في عام 1775 من تاجر الفراء غريغوري شليخوف، وأسسوا شركة شيليخوفا- غريكوف في عام 1782.
استقر الزوجان في أواخر عام 1880 في إيركوتسك. أوكلت إدارة الشركة لزوجته خلال غياب غريغوري شيليخوفا؛ حيث تعاملت مع جميع شؤون اقتصاد الشركة وعلاقاتها التجارية. ظلت شيليخوفاعلى علم بجميع الأخبار المتعلقة بالاقتصاد من خلال زوجات الجنرالات، وموظفو زوجها الذين كانوا ينقلون الأخبار إليها مباشرةً. أجرت ناتاليا مفاوضات تجارية كممثلة لزوجها.
كانت مشاركة المرأة في التجارة على هذا المستوى غير مألوفة للغاية في روسيا في القرن الثامن عشر، لكنها نجحت في ترسيخ نفسها كشخص مهم في المجتمع وتمتعت باحترام كبير حتى من المسؤولين الذين أشاروا إليها باسم الأم كتشريف لها. وعلى الرغم من افتقارها للشهادات التعليمية، إلا أنها حظيت بالاحترام بمزيج من الحزم والسحر والقدرة على اكتساب الأشخاص. تزوجت ابنتها آنا من نيكولاي ريزانوف في عام 1795، والذي أعطى العائلة صلةً بالحكومة.
عند وفاة زوجها في نفس العام، تقدمت بطلب للحصول على تصريح لاستلام شركته رسميًا باسمها الخاص. كان هذا الأمر مثيراً للجدل ليس على الصعيد الاجتماعي فحسب، بل على الصعيد القانوني أيضاً؛ حيث أدّى ذلك إلى رفع قضية قانونية استمرت لعدة سنوات. تفاوضت ناتاليا شخصيًا خلال تلك القضية مع الحكومة الروسية. وفي عام 1799، أدت صفقتها مع الحكومة الروسية إلى تأسيس الشركة الروسية الأمريكية.
أنجبت شيليخوفا خمسة بنات وابن واحد.